# Calera, Chihuahua
Calera är en ort i Mexiko.   Den ligger i kommunen Guerrero och delstaten Chihuahua, i den nordvästra delen av landet, 1 300 km nordväst om huvudstaden Mexico City. Calera ligger 2 120 meter över havet och antalet invånare är 274.
Terrängen runt Calera är platt åt sydväst, men åt nordost är den kuperad. Runt Calera är det mycket glesbefolkat, med 7 invånare per kvadratkilometer. Närmaste större samhälle är La Junta, 16,2 km sydost om Calera. Trakten runt Calera består i huvudsak av gräsmarker.